# 119
| [ Edytuj tabelę ] |                                            |
| Cesarz Chin       | - 106 Han Andi 125                         |
| Władca Korei      | - 53 T’aejodae 146                         |
| Papież            | - 116 Sykstus I 125                        |
| Król Partów       | - 105 Wologazes III 147 - 109 Osroes I 129 |
| Cesarz Rzymu      | - 117 Hadrian 138                          |

Rok 119 / CXIX
stulecia: I wiek ~
II wiek ~
III wiek

lata: 109 «
114 «
115 «
116 «
117 «
118 «
119
» 120
» 121
» 122
» 123
» 124
» 129

## Wydarzenia
Imperium rzymskie
- Legio VI Victrix został przeniesiony do Brytanii.